# Kozodry
Kozodry (německy  Ziegenhain) je vesnice, část města Kostelec nad Orlicí v okrese Rychnov nad Kněžnou. Nachází se asi 3,5 km na jih od Kostelce nad Orlicí. V roce 2009 zde bylo evidováno 58 adres. V roce 2001 zde trvale žilo 36 obyvatel.
Kozodry leží v katastrálním území Kostelecká Lhota o výměře 5,68 km2.

## Galerie

Kozodry
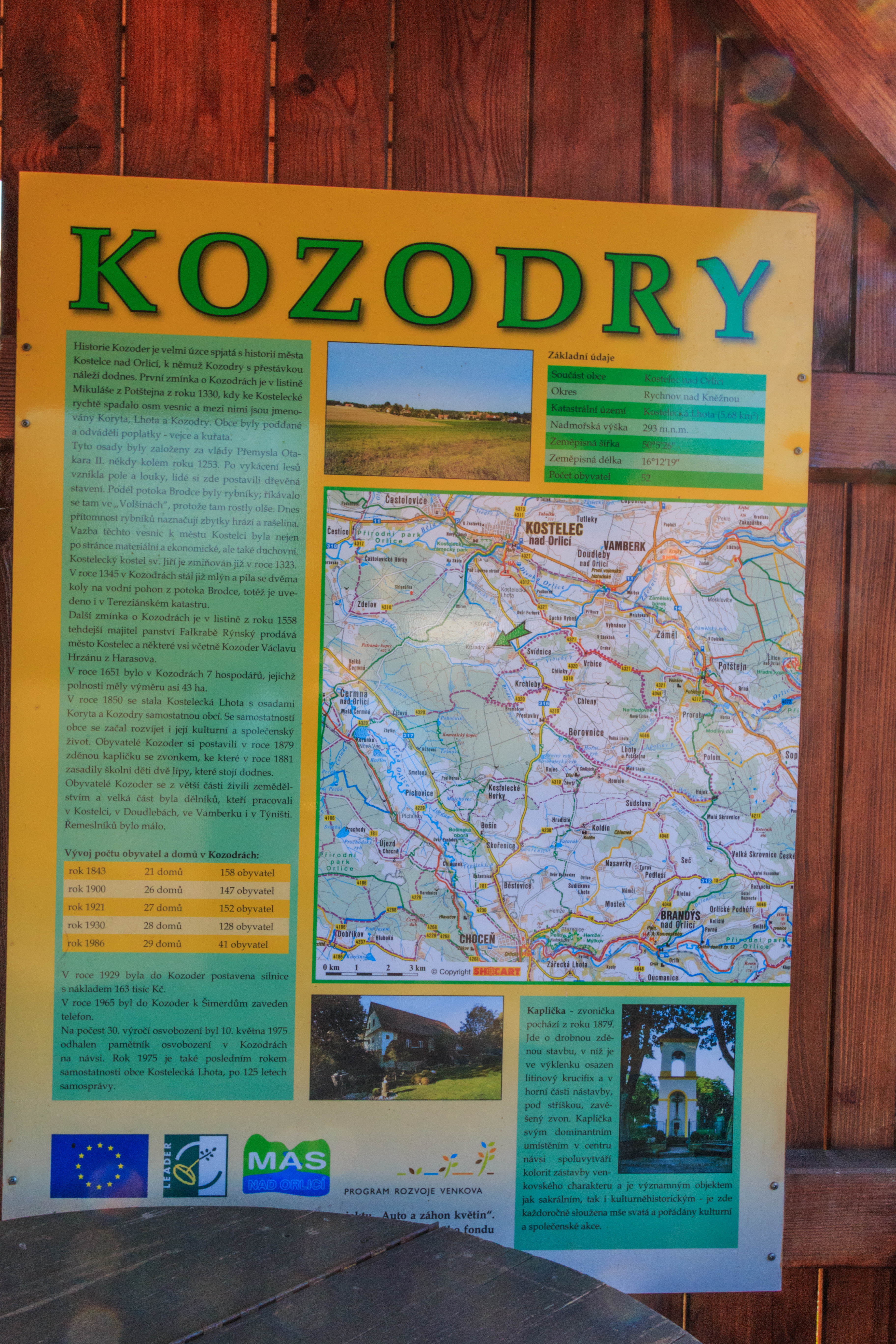
Infotabule
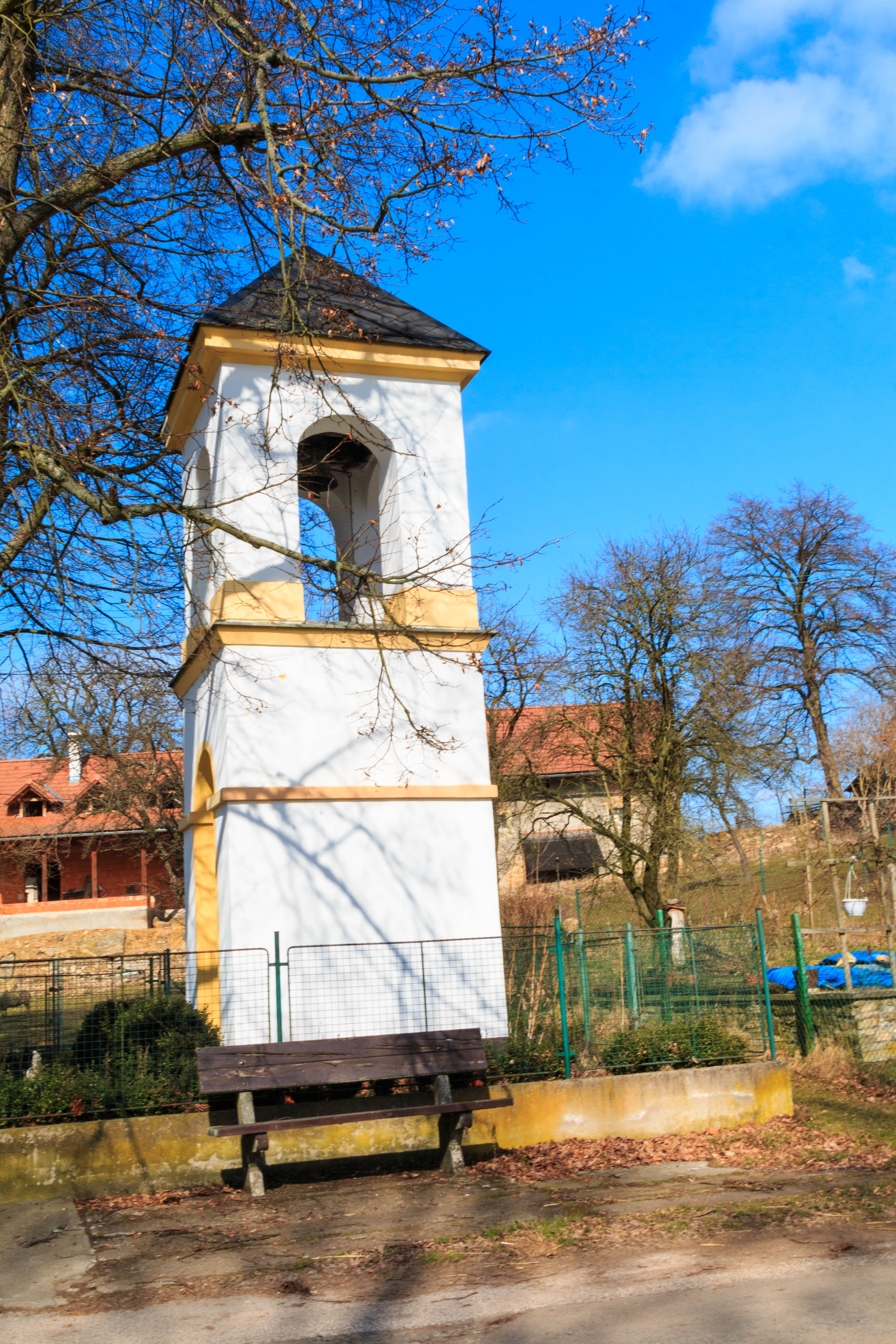
Zvonička
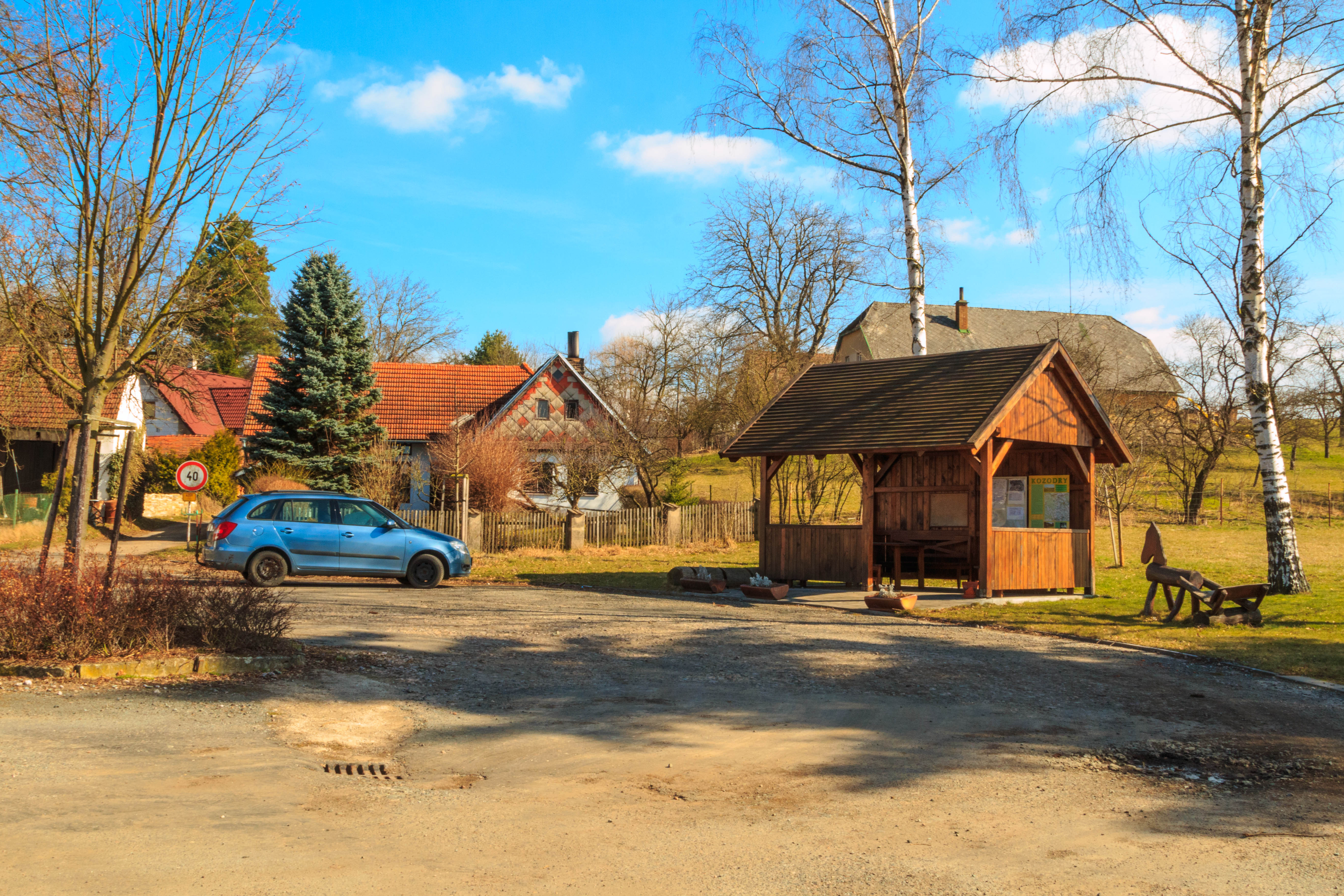
Autobusová zastávka
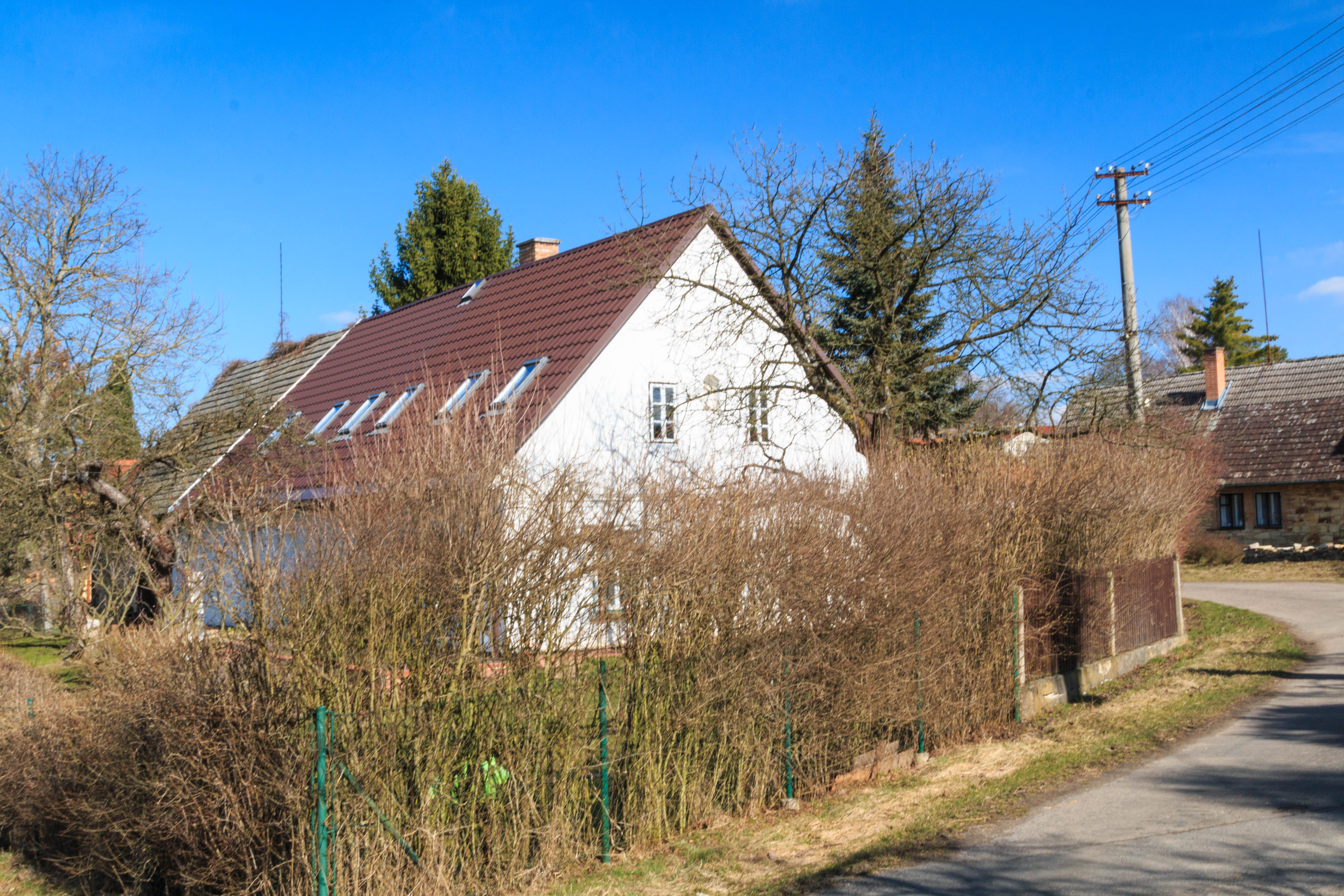
Stavení čp. 4
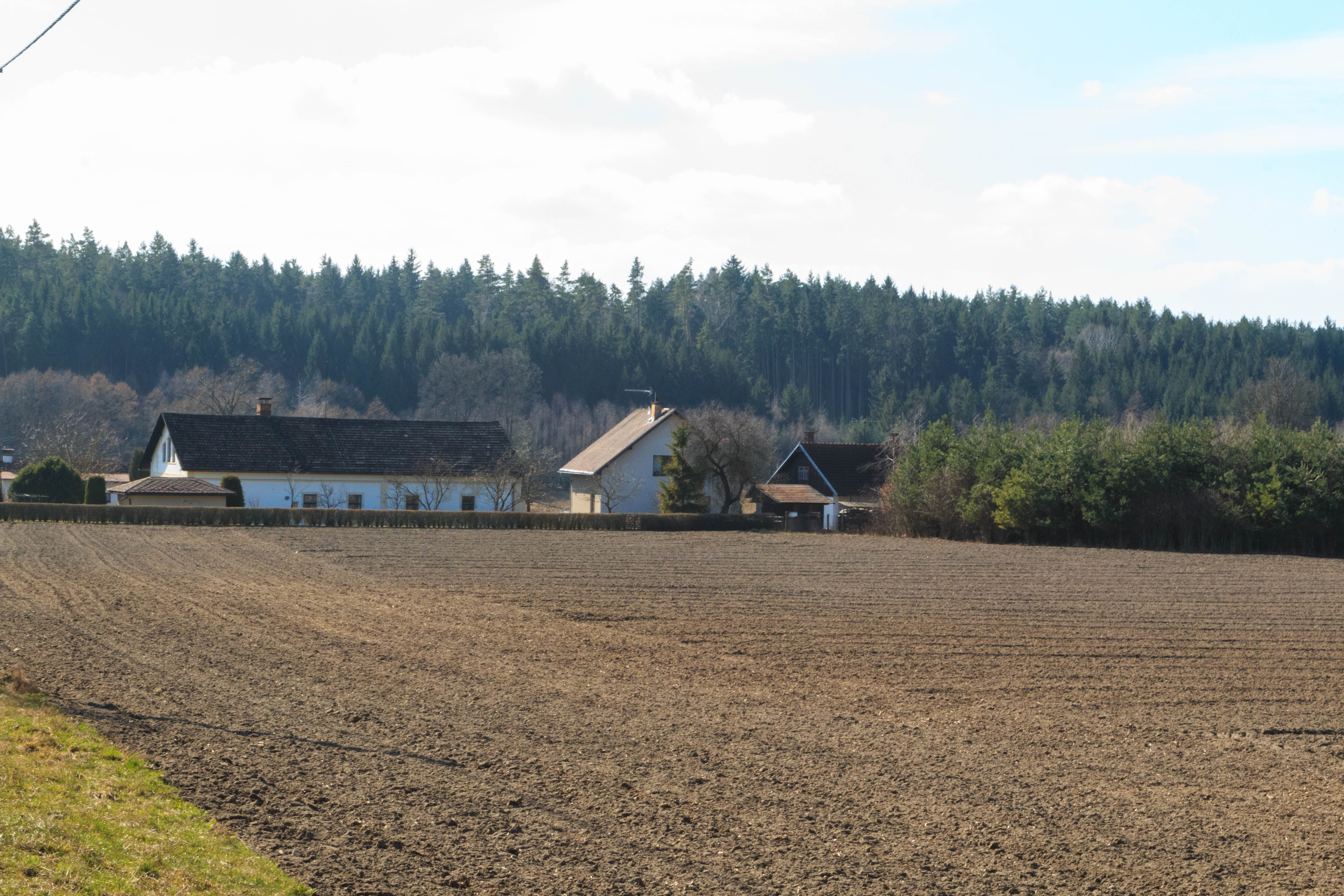
Stavení čp. 15
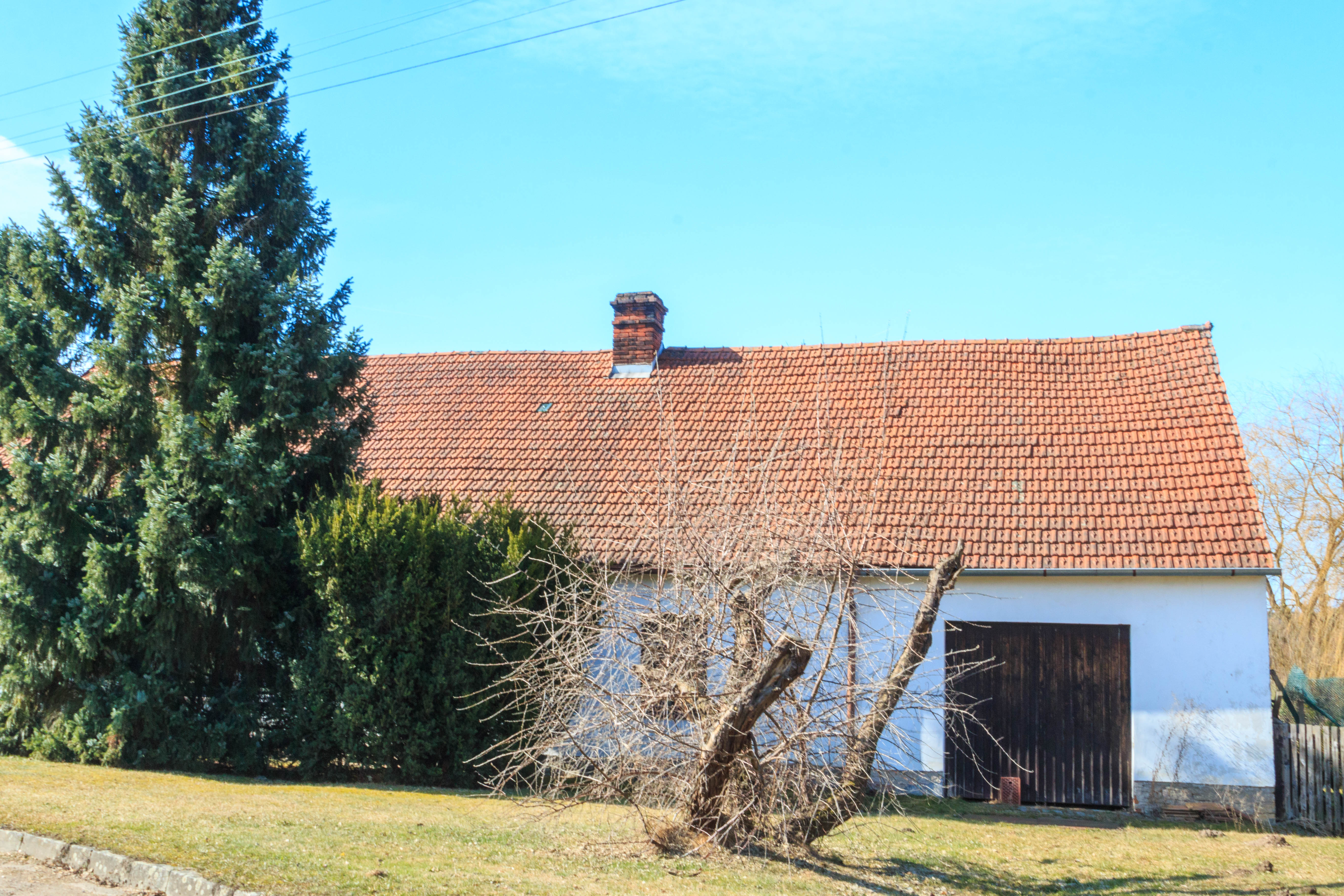
Stavení čp.3